# Каминокуни
Каминокуни (яп. 上ノ国町 Каминокуни-тё:) — посёлок в Японии, находящийся в уезде Хияма округа Хияма губернаторства Хоккайдо. Площадь посёлка составляет 547,58 км², население — 5491 человек (30 июня 2014), плотность населения — 10,03 чел./км².

## Географическое положение
Посёлок расположен на острове Хоккайдо в губернаторстве Хоккайдо. С ним граничат посёлки Эсаси, Ассабу, Киконай, Сириути, Фукусима, Мацумаэ.

## Население
Население посёлка составляет 5491 человек (30 июня 2014), а плотность — 10,03 чел./км². Изменение численности населения с 1980 по 2005 годы:
| 1980 | 8803 чел. |  |
| 1985 | 8522 чел. |  |
| 1990 | 7747 чел. |  |
| 1995 | 7292 чел. |  |
| 2000 | 7152 чел. |  |
| 2005 | 6417 чел. |  |

## Символика
Деревом посёлка считается туевик долотовидный, цветком — Rhododendron kaempferi.